# Rue de Bezons
Pour les articles homonymes, voir Bezons (homonymie).
La rue de Bezons est une voie de communication située dans commune française de Courbevoie. Elle suit le tracé de la route départementale 6. C'est la rue la plus commerçante de Courbevoie.

## Situation et accès

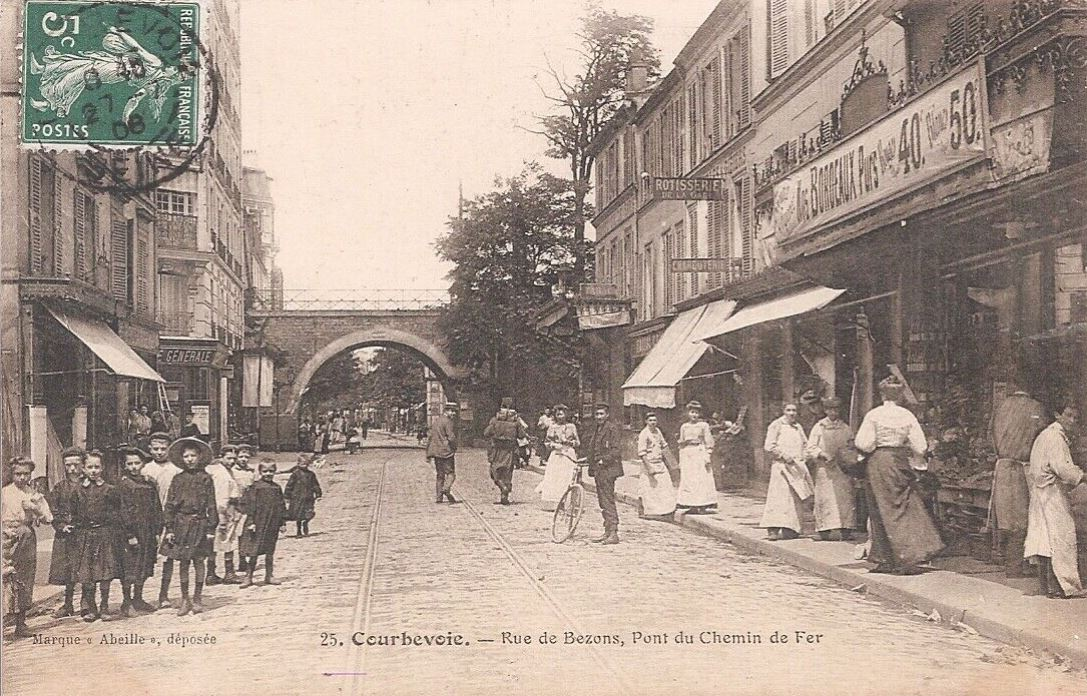
Le pont du chemin de fer.

Cette rue résidentielle, commence au nord, sous le pont de la ligne de Paris-Saint-Lazare à Versailles-Rive-Droite, desservi par la gare de Courbevoie, qui est accessible de ce côté de la voie ferrée par la rue du Château-du-Loir (anciennement rue de la Station).
Elle rencontre ensuite le carrefour de la rue de l'Alma et de la rue de Belfort.
Plus loin, elle traverse la place Charras, où débouchent l'avenue Gambetta et la rue Baudin. Longeant l'emplacement de l'ancienne caserne des Suisses, elle entame une longue descente, laissant sur sa droite une contre-allée en élevation.
Après la rue Carle-Hébert, elle se termine plus au sud, à la place Victor-Hugo, lieu de rencontre de la rue Louis-Blanc, la rue de l'Abreuvoir et la rue Victor-Hugo.

## Origine du nom

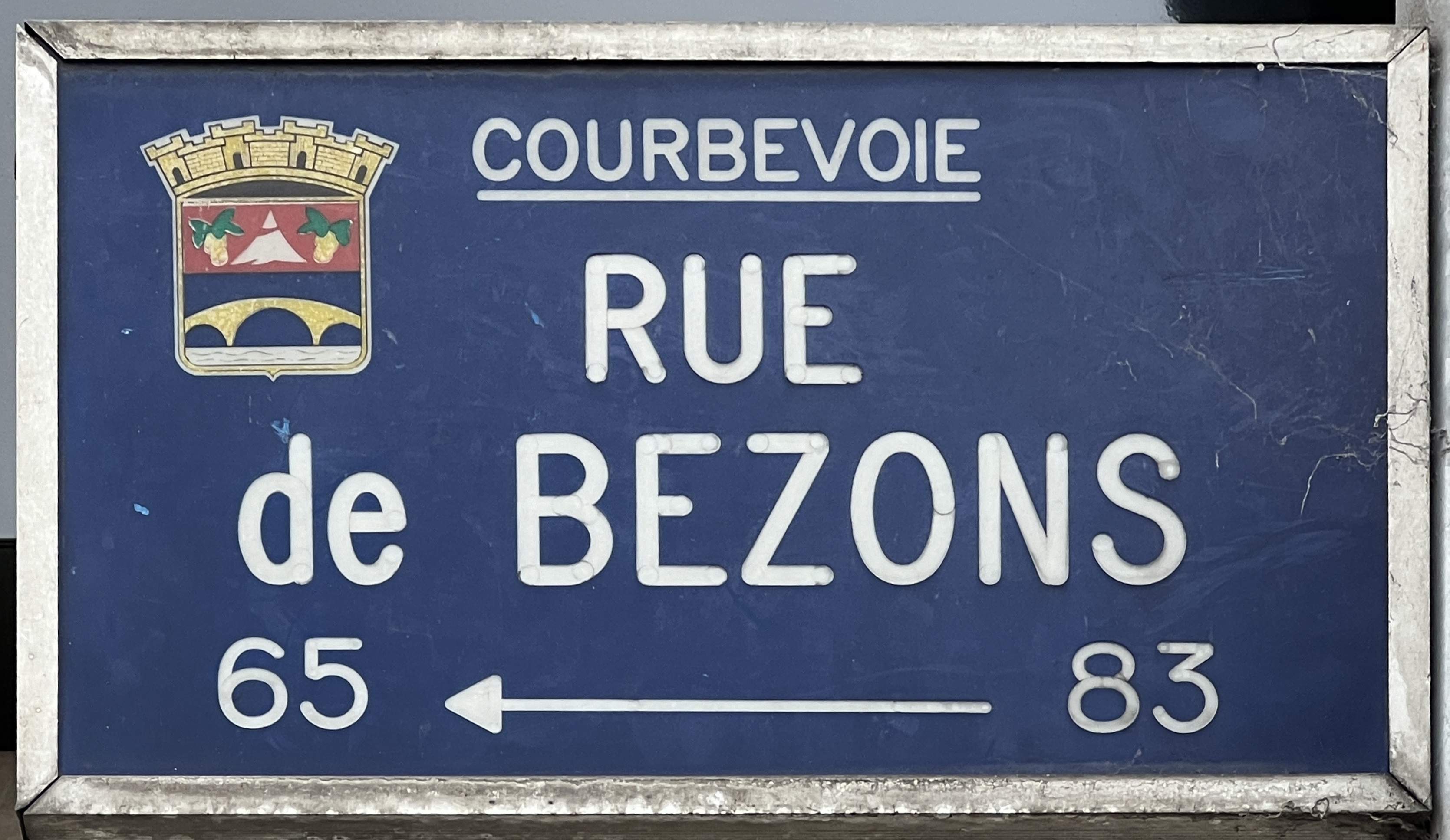
Plaque Rue de Bezons, mars 2023.

Cette rue tient son nom de la ville septentrionale de Bezons d'où elle vient pour se diriger vers Paris.

## Bâtiments remarquables et lieux de mémoire

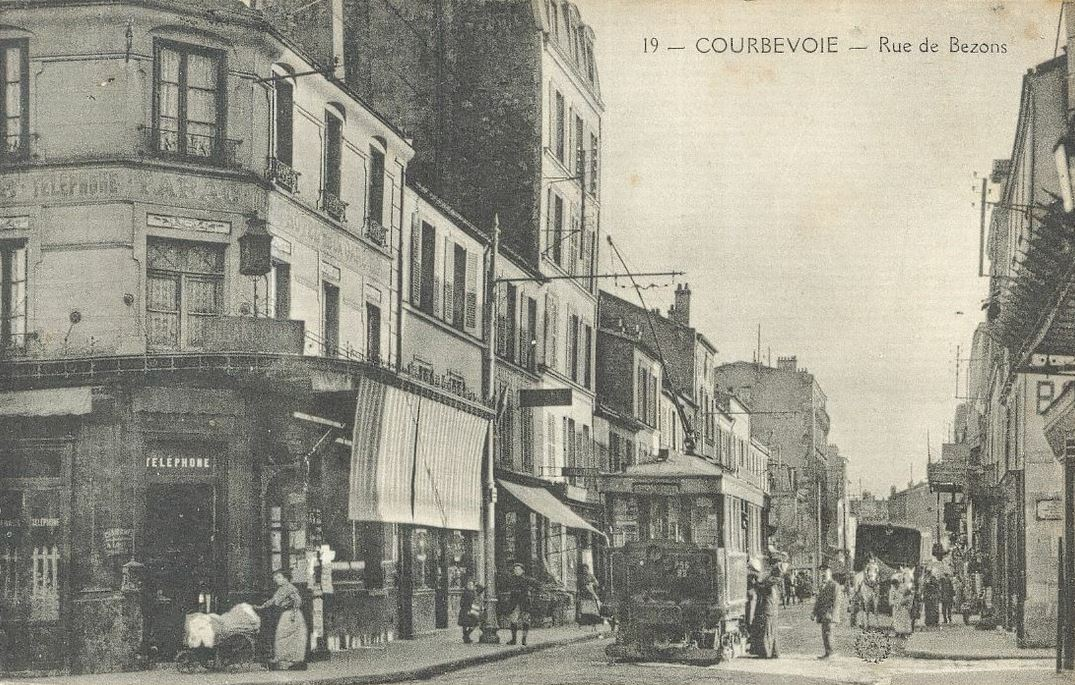
Un tramway rue de Bezons.

- Parc de Freudenstadt, sur la place Charras.
- Parc Charras.
- Caserne Charras, dite caserne des Suisses, édifiée en 1754 et détruite en 1963 pour construire le Centre commercial Charras.